# August Leppla
August Leppla (* 12. August 1859 in Matzenbach am Glan; † 12. April 1924 in Wiesbaden) war ein deutscher Geologe, der um die Jahrhundertwende vom 19. zum 20. Jahrhundert als Landesgeologe an der Preußischen Geologischen Landesanstalt in Berlin grundlegende Arbeit bei der geologischen Landesaufnahme Preußens leistete. Viele der heute existierenden geologischen Karten des Rheinischen Schiefergebirges gehen auf Leppla zurück. Leppla befasste sich als einer der Ersten mit der Prüfung von Gesteinen auf ihre technischen Eigenschaften. Im Umfeld seiner pfälzischen Heimat und der weiteren Umgebung von Wiesbaden erwarb er sich außerdem Verdienste bei Fragestellungen der Wasserversorgung und im Talsperrenbau.

## Leben
August Leppla wurde 1859 als Sohn des Müllerehepaares Jakobina und Peter Leppla geboren. Er hatte acht Geschwister, August war das sechste Kind. Nach der Volksschule in Matzenbach besuchte er die Kreisrealschule und Industrieschule in Kaiserslautern und studierte anschließend Ingenieurwissenschaften an der Technischen Hochschule Aachen. Anschließend legte er 1880 in München die Staatsprüfung in beschreibenden Naturwissenschaften ab. Die nächsten zwei Jahre verbrachte Leppla in Straßburg und studierte Mineralogie und Geologie. Seine Studienjahre schloss er mit der Promotion an der Universität Freiburg über den Remigiusberg bei Kusel ab und wurde 1883 Assistent am bayerischen Oberbergamt in München. 1888 nahm er eine Stelle an der Preußischen Geologischen Landesanstalt in Berlin an. 1894 stieg er dort zum Bezirksgeologen und 1900 schließlich zum preußischen Landesgeologen auf.
Sein Sohn war der Bibliothekar und Landeshistoriker Rupprecht Leppla. 

## Wirken
Seine wissenschaftliche Arbeit begann mit Kartierarbeiten in der Pfalz noch in der Zeit am Oberbergamt in München. Als Bezirks- und Landesgeologe arbeitete er zunächst vor allem im Gebiet zwischen Saar, Nahe und Mosel und in Hunsrück und Eifel. Mitte der 1890er Jahre untersuchte er die Gefahr von Überschwemmungen im Gebiet der Glatzer Neiße in Schlesien und verfasste darüber eine umfangreiche Abhandlung, die 1900 erschien. Mit Abschluss der Arbeiten in Schlesien wandte er sich wieder der geologischen Untersuchung der näheren Umgebung seiner Heimatregion zu und arbeitete im Taunus und im Rheingau. Durch seinen Umzug nach Wiesbaden lebte er mitten in seinem bevorzugten Arbeitsgebiet und errang den Ruf eines hervorragenden Kenners der Geologie von Nassau.
Mit Beginn des Ersten Weltkriegs wurde er zum Militär eingezogen und diente als Militärgeologe. In der Nachkriegszeit nahm er seine Forschungen wieder auf. Weiterhin konzentrierte sich seine Arbeit auf das südöstliche Rheinische Schiefergebirge, einer seiner Schwerpunkt waren die in diesem Gebiet häufigen Mineralquellen. Darüber hinaus begann er mit der Neuordnung der Mineraliensammlung des Naturhistorischen Museums in Wiesbaden, die 1920 zur öffentlichen Einweihung der Sammlung führte. Im gleichen Jahr übernahm Leppla den Vorsitz des Nassauischen Vereins für Naturkunde, den er bis zu seinem Tod innehatte. August Leppla war Mitglied der Geologischen Vereinigung und seit 1881 Mitglied der Deutschen Geologischen Gesellschaft.
Neben seinen geologischen Verdiensten machte er sich als Heimatkundler verdient und gründete die Palatina-Bibliothek, die heute Teil der Pfalzbibliothek des Bezirksverbands Pfalz ist.

## Ehrungen
Leppla wurde 1906 aufgrund seiner besonderen wissenschaftlichen Leistungen zum Professor ernannt; im gleichen Jahr wurde er zum Mitglied der Leopoldina gewählt. 1911 erhielt er den Roten Adler-Orden IV. Klasse und wurde 1913 zum Geheimen Bergrat befördert. Die Gesellschaft für Naturforschung in der Pfalz (Pollichia) würdigte seine Verdienste um die geologische und mineralogische Erforschung der Pfalz mit der Ernennung zum Ehrenmitglied.

## Schriften
- 1882: Der Remigiusberg bei Cusel. E. Koch, Stuttgart (Inaugural-Dissertation).
- 1888: Ueber den Buntsandstein im Haardtgebirge (Nordvogesen). In: Geognostische Jahreshefte, I, S. 39–64
- 1900: Geologisch-hydrographische Beschreibung des Niederschlagsgebietes der Glatzer Neisse (oberhalb der Steinemündung). In: Abhandlungen der Preußischen Geologischen Landesanstalt; Neue Folge. Heft 32. Berlin 1900.
- 1901: Geologisch-agronomische Darstellung der Umgebung von Geisenheim am Rhein. In: Abhandlungen der Preußischen Geologischen Landesanstalt; Neue Folge. Band 35. Berlin 1901 (mit Felix Wahnschaffe).
- 1904:Geologische Skizze des Saarbrücker Steinkohlengebirges. J. Springer, Berlin 1904.
- 1911: Das Diluvium der Mosel. In: Jahrbuch der Preußischen Geologischen Landesanstalt. Band XXXI. Berlin 1911.
- 1924: Zur Stratigraphie und Tektonik der südlichen Rheinprovinz. In: Jahrbuch der Preußischen Geologischen Landesanstalt. Band XLV. Berlin 1924.

### Geologische Karten
Leppla führte die Kartierung einer ganzen Reihe von geologischen Karten durch und verfasste die Erläuterungen dazu. Die meisten der Kartenblätter liegen im Taunus, einige jedoch auch in Hunsrück und Südeifel. Die Veröffentlichung der Karten umspannt den Zeitraum von 1899 bis 1930, da einige der Karten erst nach seinem Tode veröffentlicht wurden. Wesentlichen Anteil hatte er an folgenden Kartenblättern:
- 1899: Blatt Preßberg
- 1901: Blatt Wittlich
- 1904: Blatt Rüdesheim, Kaub, Algenroth
- 1908: Blatt Kilburg, Waxweiler
- 1908: Blatt Dasburg
- 1908: Blatt Neuerburg
- 1919: Geologische Übersichtskarte, Blatt Trier–Mettendorf
- 1921: Geologische Übersichtskarte, Blatt Mainz
- 1924: Blatt Königstein im Taunus
- 1925: Blatt Bad Schwalbach
- 1927: Blatt Bad Homburg vor der Höhe, Blatt Oberreifenberg (2. Auflage, Erl. von Franz Michels)
- 1930: Blatt Wehen (2. Auflage, Erl. von Franz Michels und Karl Schlossmacher)
- 1931: Blatt Eltville (2. Auflage, Erl. von Franz Michels)